# Cairu Hack
Cairu Hack (Pato Branco, 19 de outubro de 1953 – Florianópolis, 2 de julho de 2022) foi um político brasileiro.

## Vida
Filho de Edmar Hack e de Norma Joana Mocelin Hack. Casou com Neusa Maria Echer.
Foi prefeito de São Lourenço do Oeste de 1983 a 1986 e de 1997 a 2000.
Foi deputado à Assembleia Legislativa de Santa Catarina na 12ª legislatura (1991 — 1995) e na 13ª legislatura (1995 — 1999).
Morreu em 2 de julho de 2022, aos 68 anos, de câncer.